# Anders Kristiansen
Anders Kristiansen (* 7. September 1979 in Frederikssund) ist ein dänischer Badmintonspieler. 

## Karriere
Anders Kristiansen siegte 2005 bei den Italian International, Iceland International, Croatian International und den French Open. In der Saison 2005/2006 gewann er aufgrund dieser Erfolge den gesamten EBU Circuit im Herrendoppel mit Simon Mollyhus. Mit seinem neuen Doppelpartner Kasper Faust Henriksen gewann er 2009 die Bulgarian International und holte Bronze bei der Europameisterschaft 2010.

## Sportliche Erfolge
| Saison    | Veranstaltung                 | Disziplin    | Platz | Name                                        |
| --------- | ----------------------------- | ------------ | ----- | ------------------------------------------- |
| 2005      | Italian International         | Herrendoppel | 1     | Simon Mollyhus / Anders Kristiansen         |
| 2005      | Iceland International         | Herrendoppel | 1     | Simon Mollyhus / Anders Kristiansen         |
| 2005      | Croatian International        | Herrendoppel | 1     | Simon Mollyhus / Anders Kristiansen         |
| 2005      | French Open                   | Herrendoppel | 1     | Simon Mollyhus / Anders Kristiansen         |
| 2005/2006 | EBU Circuit                   | Herrendoppel | 1     | Simon Mollyhus / Anders Kristiansen         |
| 2006      | Portugal International        | Herrendoppel | 1     | Simon Mollyhus / Anders Kristiansen         |
| 2009      | Bulgarian International       | Herrendoppel | 1     | Kasper Faust Henriksen / Anders Kristiansen |
| 2010      | Europameisterschaft           | Herrendoppel | 3     | Kasper Faust Henriksen / Anders Kristiansen |
| 2012      | Badminton-Europameisterschaft | Herrendoppel | 3     | Rasmus Bonde / Anders Kristiansen           |
| 2012      | Bitburger Open                | Mixed        | 1     | Julie Houmann / Anders Kristiansen          |